# Emmanuel Frimpong
Emmanuel Yaw Frimpong (ur. 10 stycznia 1992 w Kumasi) to ghański piłkarz występujący na pozycji pomocnika.
Mimo że Frimpong reprezentował Anglię na szczeblu młodzieżowym, to zdecydował, że będzie występował w reprezentacji Ghany, z którego to kraju pochodzi. Posiada zarówno paszport ghański, jak i angielski.

## Początki
Frimpong urodził się w Kumasi w Ghanie, jednakże jeszcze jako dziecko przeniósł się wraz z rodziną do londyńskiej dzielnicy Tottenham, gdzie został odkryty przez Arsenal, dzięki czemu w wieku 9 lat trafił do Hale End Academy, w której trenował również Jack Wilshere. Uczęszczał do Gladesmore Community School w Tottenhamie, którą opuścił mając 14 lat, by w pełnym wymiarze czasu zająć się treningami w młodzieżowej akademii piłkarskiej Arsenalu.

## Kariera klubowa
Frimpong trafił do Arsenalu w wieku dziewięciu lat. Swoją karierę w tym klubie rozpoczął od występów w barwach akademii, dla której zdobywał gole m.in. przeciwko Coventry City oraz Milton Keynes. W 2008 roku został przesunięty do zespołu rezerw. Frimpong oraz inny wychowanek Jay Emmanuel-Thomas znaleźli się na ławce rezerwowych pierwszego zespołu spotkania podczas spotkania Pucharu Ligi Angielskiej z Sheffield United.
22 maja 2009 roku Frimpong został kontuzjowany i musiał opuścić boisko już po kwadransie finału FA Youth Cup przeciwko Liverpoolowi.
Prowadzący klub Arsène Wenger zdecydował się pochwalić postawę Frimponga podczas towarzyskiego turnieju Emirates Cup 2010 oraz zgrupowania Arsenalu w Austrii przed sezonem 2010/11: "Uważam, że Frimpong grał bardzo dobrze. Nie gra technicznie, tylko fizycznie i ma mentalność zwycięzcy".
19 sierpnia 2010 roku podczas treningu Frimpong doznał kontuzji więzadeł krzyżowych, z powodu której był wyłączony z gry przez okres dziewięciu miesięcy.
17 czerwca 2011 roku po zakończeniu okresu rekonwalescencji Frimpong poinformował, że prowadzi rozmowy z klubem Championship Cardiff City oraz zespołem League One Charlton Athletic na temat ewentualnego wypożyczenia, które zagwarantowałoby mu możliwość regularnych występów.

### Sezon 2011/12
13 lipca 2011 roku Frimpong wszedł z ławki i rozegrał 45 minut w barwach Arsenal podczas spotkania towarzyskiego z reprezentacją ligi malezyjskiej. 13 sierpnia 2011 roku Frimpong zadebiutował w barwach klubu w Premier League. Stało się to podczas spotkania z Newcastle United, gdy w drugiej połowie zastąpił na boisku Tomáša Rosický'ego. 16 sierpnia 2011 roku Frimpong ponownie zmienił Rosický'ego, tym razem podczas spotkania Ligi Mistrzów z Udinese Calcio. 20 sierpnia 2011 roku po wyszedł w podstawowym składzie na mecz Premier League z Liverpoolem, jednakże zakończył swój udział w tym meczu już w 69. minucie z powodu drugiej żółtej kartki za faul na Lucasie, a w efekcie kartki czerwonej. 29 listopada 2011 roku po przegranym przez Arsenal spotkaniu ćwierćfinałowym Pucharu Ligi z Manchesterem City w tunelu doszło do sprzeczki pomiędzy Frimpongiem a jego byłym klubowym kolegą Samirem Nasrim, jednakże żaden z zawodników nie poniósł dyscyplinarnych konsekwencji tego zdarzenia.

### Wypożyczenie do Wolverhampton
1 stycznia 2012 roku Frimpong został wysłany na wypożyczenie do klubu Premier League Wolverhampton Wanderers, gdzie ma pozostać do końca sezonu 2011/12. W barwach nowego zespołu zadebiutował dzień później podczas przegranego 1:2 ligowego spotkania z Chelsea. W trakcie lutowego spotkania z Queens Park Rangers Frimpong doznał kontuzji prawego kolana, która wyeliminowała go z gry do końca sezonu.

### Barnsley
31 stycznia 2014 roku Frimpong za nieujawnioną kwotę został sprzedany do Barnsley.

## Kariera reprezentacyjna
W 2007 roku Frimpong zdecydował się przyjąć powołanie do reprezentacji Anglii do lat 16. W marcu 2008 roku Frimpong zdobył bramkę w 71. minucie spotkania z Niemcami rozegranego w ramach Montaigu Tournament, która ostatecznie dała Anglikom zwycięstwo 1:0.
W 2009 roku Frimpong stwierdził: "Bez względu na wszystko będę chciał występować w reprezentacji Ghany, ponieważ jestem Ghańczykiem". W sierpniu 2010 roku Frimpong otrzymał powołanie do reprezentacji Anglii do lat 19 na spotkanie ze Słowacją, które miało odbyć się miesiąc później, jednakże z powodu kontuzji więzadeł krzyżowych musiał zostać wycofany ze składu.
W lutym 2011 roku Frimpong wyznał: "Zawsze mówiłem moim bliskim, że jeśli zostanę wezwany przez Ghanę, to wsiądę na rower i pojadę tam nawet z Anglii". W sierpniu 2011 roku Frimpong wybrać się na towarzyskie spotkanie pomiędzy Ghaną a Nigerią, które miało zostać rozegrane na Vicarage Road w Watfordzie, jednakże zostało ono odwołane z powodu zamieszek, które miały miejsce w Londynie. W tym samym miesiącu Frimpong otrzymał swoje pierwsze powołanie do reprezentacji Anglii do lat 21. 6 września 2011 roku Ghański Związek Piłki Nożnej ogłosił, że Frimpong wyraził gotowość do gry w barwach Ghany.

## Styl gry
Frimpong jest znany jako energiczny pomocnik, którego często porównuje się do innego piłkarza Arsenalu Alex Songa lub też innych afrykańskich zawodników, którzy charakteryzują się wysokim tempem gry i wytrzymałością. Często też nazywa się go młodszą wersją Michaela Essiena, głównie z powodu pracy, jaką wykonuje jako defensywny pomocnik.

## Statystyki kariery
(aktualne na dzień 19 kwietnia 2013)
| Klub                           | Sezon              | Liga               | Liga  | Liga   | Puchar Anglii | Puchar Anglii | Puchar Ligi Angielskiej | Puchar Ligi Angielskiej | Europa | Europa | Suma  | Suma   |
| Klub                           | Sezon              | Liga               | Mecze | Bramki | Mecze         | Bramki        | Mecze                   | Bramki                  | Mecze  | Bramki | Mecze | Bramki |
| ------------------------------ | ------------------ | ------------------ | ----- | ------ | ------------- | ------------- | ----------------------- | ----------------------- | ------ | ------ | ----- | ------ |
| Arsenal                        | 2011/12            | Premier League     | 6     | 0      | 0             | 0             | 3                       | 0                       | 5      | 0      | 14    | 0      |
| Wolverhampton Wanderers (wyp.) | 2011/12            | Premier League     | 5     | 0      | 0             | 0             | 0                       | 0                       | –      | –      | 5     | 0      |
| Arsenal                        | 2012/13            | Premier League     | 0     | 0      | 0             | 0             | 2                       | 0                       | 0      | 0      | 2     | 0      |
| Charlton Athletic (wyp.)       | 2012/13            | Championship       | 6     | 0      | 0             | 0             | 0                       | 0                       | –      | –      | 6     | 0      |
| Fulham (wyp.)                  | 2012/13            | Premier League     | 5     | 0      | 0             | 0             | 0                       | 0                       | –      | –      | 5     | 0      |
| Ogólnie w karierze             | Ogólnie w karierze | Ogólnie w karierze | 22    | 0      | 0             | 0             | 5                       | 0                       | 5      | 0      | 32    | 0      |

## Sukcesy
Arsenal
- Premier Academy League: 2008/09, 2009/10
- FA Youth Cup: 2008/09

Anglia U-16
- Montaigu Tournament: 2008